# Ларін Борис Олександрович
Бори́с Олекса́ндрович Ла́рін (5 (17) січня 1893, Полтава — 26 березня 1964, Ленінград, нині Санкт-Петербург) — російський і український  мовознавець, перекладач. Член-кореспондент АН УРСР (1945). Академік АН Литовської РСР (1949).

## Біографія
Борис Олександрович Ларін народився 5 січня (17 січня за новим стилем) 1893 року в Полтаві в сім'ї учителя, який пізніше став священиком (батько помер у січні 1930 року).
У 1902—1906 роках навчався в Кам'янець-Подільській гімназії, у 1906—1910 роках — у Київській колегії імені Павла Галагана. 1910 року вступив на історико-філологічний факультет  Київського університету. 1914 року закінчив його.
Від 1917 року доцент, від 1931 — професор Петроградського (згодом Ленінградського) університету.
В 1948 захистив як дисертацію коментовану публікацію трьох ранніх іноземних джерел з історії російської мови:
- (рос.) „Парижский словарь московитов 1586 г.“ (1948)
- (рос.) „Русско-английский словарь-дневник Ричарда Джемса“ (1959)
- (рос.) „Грамматика Лудольфа“ (1937)

В 1949 був розкритикований марристами за використання іноземних джерел, що відклало публікацію щоденника Річарда Джеймса і призупинило роботи зі складання (рос.) „Древнерусского словаря“, над якими Ларін та очолюваний ним колектив працював у 1934—1949.
На початку 1950-х жив та працював у Вільнюсі, зокрема перекладав художню літературу з литовської.

## Наукова діяльність
Ларіну належать дослідження з історико-порівняльного та загального мовознавства, слов'янських, балтійських та індійських мов. Велике значення мають його роботи з історії російської мови. У галузі україністики віддавав перевагу питанням діалектології, був одним з організаторів підготовки «Атласу української мови».

## Роботи
- (рос.) Ларин Б.А.. Парижский словарь московитов 1586 г / Перевод, исследование и комментарии Б. А. Ларина. — Рига : Издание ЛатГУ, 1948. — 212 с. — (Источники по разговорной речи Московской Руси)
- (рос.) Ларин Б.А.. Три иностранных источника по разговорной речи Московской Руси XVI-XVII веков. — СПб : Изд-во С.-Петерб. ун-та, 2002. — 683 с. — 1000 прим. — ISBN 5-228-01583-Х.